# Theodor Studites

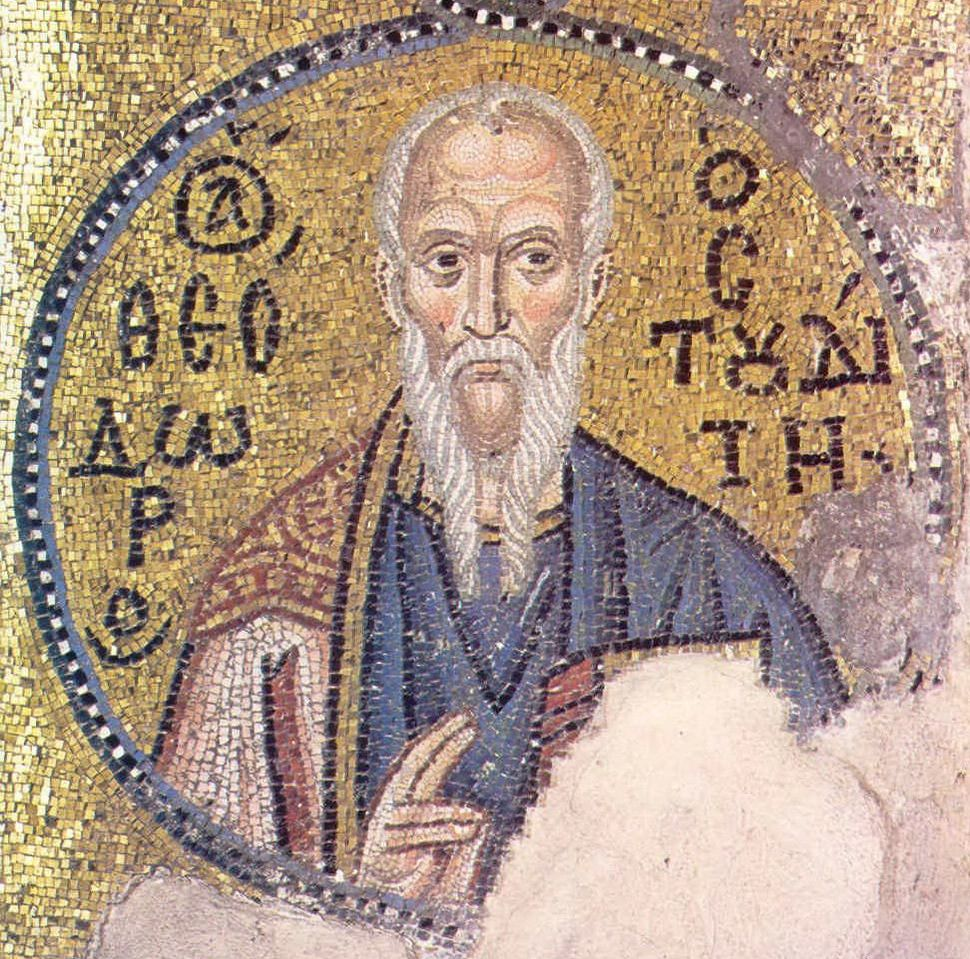
Theodor Studites, Mosaik vom Kloster Nea Moni in Chios, 11. Jh.

Theodoros Studites (mittelgriechisch Θεόδωρος ὁ Στουδίτης; * um 759 in Konstantinopel; † 11. November 826 im Tryphonkloster) war ein byzantinischer Mönch, Abt und Kirchenlehrer.

## Leben
Theodoros stammte aus einer angesehenen und wohlhabenden Familie. Er erhielt anscheinend eine überdurchschnittlich gute Bildung. Seine Familie widmete sich um 780 dem monastischen Leben und baute aus eigenen Mitteln ein Kloster, dem Theodors Onkel Platon vorstand. Dieser war es auch, der Theodor zum Mönch weihte und seine Priesterweihe durchsetzte (789/90). Bald darauf übertrug Platon seinem Neffen Theodor auch die Leitung des Hausklosters. Als sich Theodor 795 dem Protest seines Onkels gegen eine erneute kaiserliche Hochzeit anschloss, wurde er für ein halbes Jahr verbannt. Theodor stand aber bald wieder in kaiserlicher Gunst und wurde wohl 798 mit der Leitung des Klosters Studion beauftragt.
806 gerieten die Studiten mit Platon und Theodor an der Spitze jedoch in Konflikt mit dem Patriarchat von Konstantinopel, der kirchlichen Spitze von Byzanz. Patriarch Nikephoros I. war ein besonderer Feind der Studiten und wurde vom Kaiser unterstützt. 809 wurden die Studiten durch eine Synode verurteilt, Theodor musste ins Exil gehen. Erst nach dem Tod des Kaisers Nikephoros I. konnte Theodor wieder als Abt dem Studionkloster vorstehen und genoss die Gunst Kaiser Michaels I.
Im Lauf des Byzantinischen Bilderstreits, der in der Regierungszeit Kaiser Leos V. wieder ausbrach, wurde Theodor erneut inhaftiert. Nach Leos Ermordung Ende 820 kam er wieder frei, musste aber während des folgenden Bürgerkriegs (siehe Thomas der Slawe) wiederholt fliehen. Er siedelte sich später wieder in Konstantinopel an. Er starb am 11. November 826 im Tryphonkloster am Kap Akritas.
Die Kirche des Ehrwürdigen Theodor Studites befindet sich in Moskau.

## Gedenktag
Der Gedenktag des hl. Theodor von Studion wird in der Katholischen und Orthodoxen Kirche jährlich am 11. November begangen. Im Benediktiner-, Zisterzienser- und Trappistenorden 
ist sein nicht gebotener Gedenktag - mit Rücksicht auf das Fest des Hl. Bischofs und Mönchsvaters Martin von Tours - alljährlich erst am 12. November.

## Ausgaben
- Theodoros Studites: Jamben auf verschiedene Gegenstaende. Hrsg. v. Paul Speck. Walter de Gruyter, Berlin/New York 1968 (Supplementa Byzantina), ISBN 3-11-001349-5.
- Theodoros Studites: Theodori Studitae Epistulae, Vol. 1-2. Hrsg. v. Georgios Fatouros. Walter de Gruyter, Berlin/New York 1992 (Corpus Fontium Historiae Byzantinae ‑ Series Berolinensis 31), ISBN 3-11-008808-8.